# الكسندر والاس ماثيسون
الكسندر والاس ماثيسون هو محامي وسياسي كندي، ولد في 10 يونيو 1903، وتوفي في 6 مارس 1976 في شارلوت تاون في كندا. نشط حزبياً في الحزب الليبرالي في جزيرة الأمير إدوارد ‏. وقد انتخب رئيس وزراء جزيرة الأمير إدوارد ‏ (25 مايو 1953 – 16 سبتمبر 1959).